# Gretchen Wohlwill
Gretchen Wohlwill (* 27. Februar 1878 in Hamburg; † 17. Mai 1962 ebenda) war eine Malerin und Mitglied der Hamburgischen Sezession. Sie gehörte zu den deutschen Schülerinnen der Académie Matisse in Paris und entwickelte einen von der französischen Avantgardekunst geprägten Malstil. Neben der Malerei war die Grafik ein Schwerpunkt ihrer Arbeit. Wegen ihres jüdischen Hintergrunds von den Nationalsozialisten verfolgt, emigrierte sie 1940 nach Portugal. Nach zwölf Jahren im Exil kehrte sie 1952 nach Hamburg zurück.

## Leben und Wirken

### Kindheit und Ausbildung
Gretchen Wohlwill wuchs in einem liberalen, angesehenen jüdischen Elternhaus mit vier Geschwistern auf. Sie gehörte keiner Religionsgemeinschaft an. Ihr Vater war der Chemiker und Historiker Emil Wohlwill (1835–1912), ihre Mutter hieß Luise Nathan (1847–1919). Ihr Bruder Friedrich Wohlwill galt als anerkannter Mediziner.
Nach Abschluss der „Selekta“, einer weiterführenden Schule für Mädchen, besuchte sie ab 1894 die Kunstschule Valeska Röver in Hamburg. Ihre Lehrer waren Ernst Eitner und Arthur Illies. Hier lernte sie den von Alfred Lichtwark geförderten Impressionismus norddeutscher Prägung kennen. 1897 unterbrach sie ihre Malstudien für ein halbes Jahr, um auf eigenen Wunsch „Hausstand zu lernen“. (In ihren Erinnerungen vermerkte sie, dass sie es nie bedauert habe, kochen gelernt zu haben.) 

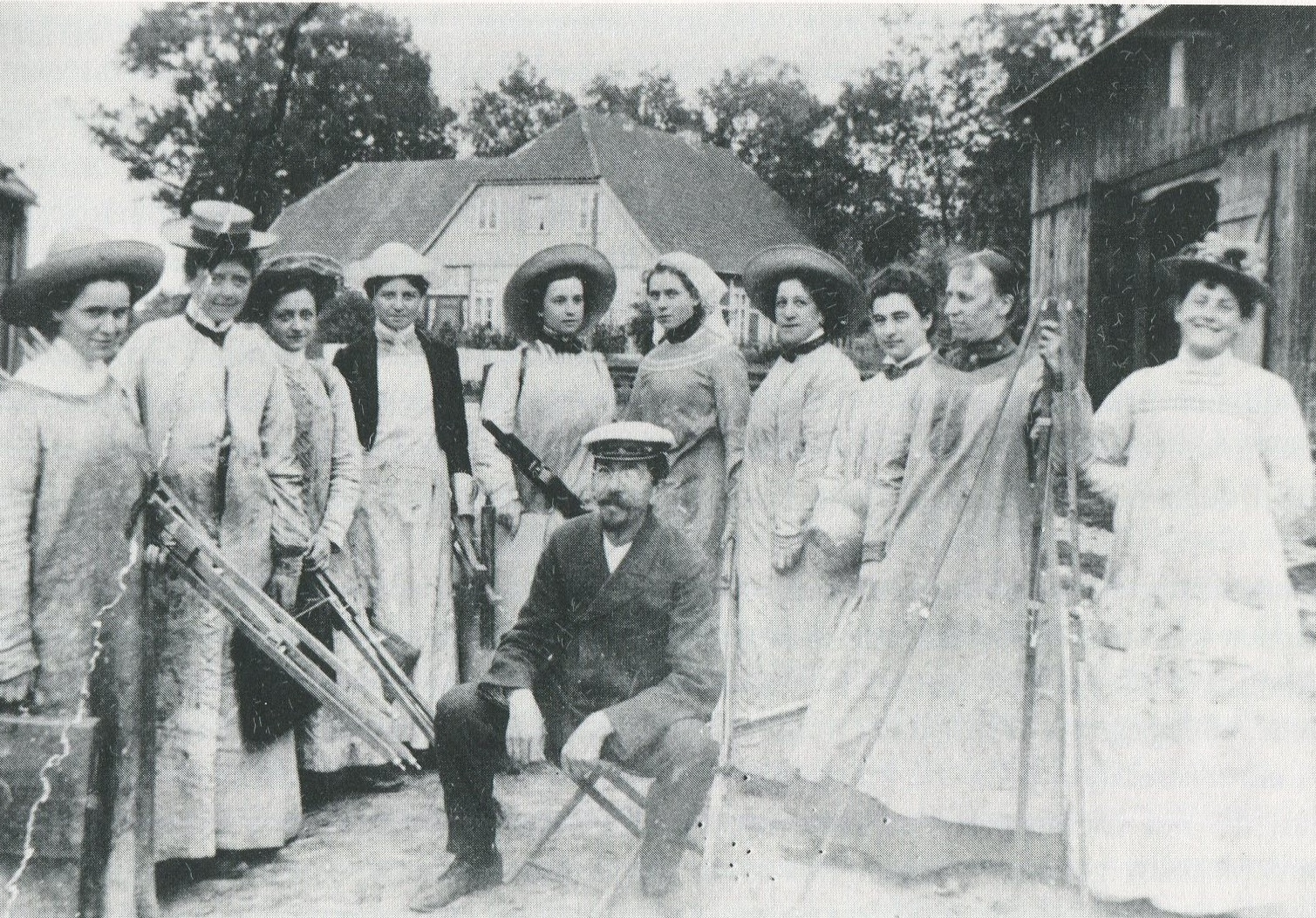
Ernst Eitner 1897 mit Schülerinnen der Malschule Röver auf Studienfahrt in Neustadt in Holstein.

In den Jahren 1904 und 1905 hielt sie sich in Paris auf, um ihr Studium an der von Martha Stettler (1870–1945) und Alice Dannenberg (1861–1948) in der Rue de la Grande-Chaumière 14 mitbegründeten und geleiteten Académie de la Grande Chaumière, weiterzuführen. Ihre Lehrer waren Lucien Simon und Jacques-Émile Blanche. Bei ihnen lernte sie vorwiegend konventionelles Porträt und Landschaft in den akademisch abgesegneten Brauntönen. Gemeinsam ging man in den Louvre. Kritisch merkte sie fast ein halbes Jahrhundert später in ihren Erinnerungen an, dass sie „das eigentlich wesentliche der derzeitigen Kunstereignisse in Paris“ versäumt habe. Moderne Kunstströmungen waren in der Académie de la Grande Chaumière nicht vorgesehen. Und weiter: „Cézanne, van Gogh gingen uns erst viel später auf. Monet, Sisley, Pissarro etc. entzückten uns wohl, aber wir hatten ein schlechtes Gewissen dabei, denn unsere verehrten Lehrer verspotteten sie.“

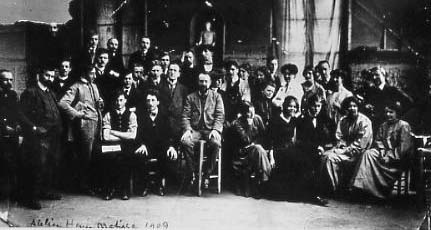
Matisse und seine Schülerinnen und Schüler im Atelier, 1909

1909/10 reiste sie noch einmal in die französische Kunstmetropole, um bei Henri Matisse an der sogenannten Académie Matisse zu studieren. Die „Académie“ bestand aus einer Gruppe vorwiegend ausländischer Schüler und Schülerinnen, denen Matisse in einem alten Klostergebäude Korrekturen gab. Zur gleichen Zeit fanden sich dort auch die Hamburger Maler Friedrich Ahlers-Hestermann und Franz Nölken ein. Wohlwill bewunderte damals ohne Hemmnisse durch Autoritäten die französische Avantgarde, insbesondere Matisse und Cézanne, deren Rezeption ihr späteres Werk beeinflussen sollten.

### Kunsterzieherin und freie Künstlerin
Zurück in Deutschland bereitete sie sich im Selbststudium auf das Zeichenlehrerinnen-Examen in Berlin vor. Ihr Ziel war es, als Frau in der Kunst finanziell auf eigenen Füßen zu stehen. Dies gelang ihr durch die Anstellung als Kunsterzieherin an der Emilie-Wüstenfeld-Schule in Hamburg (Eimsbüttel) ab 1910. Da sich das Unterrichtspensum auf drei Tage in der Woche erstreckte, blieb ihr Zeit für eigene freie künstlerische Arbeit.
Seit 1912 beteiligte sich Wohlwill an Hamburger Ausstellungen. 1919 gründete sie gemeinsam mit Kollegen wie Anita Rée die Hamburgische Sezession und stellte bis zu deren Auflösung in der Frühzeit des Nationalsozialismus 1933 mit der Gruppe aus. 1920 trat sie der Hamburgischen Künstlerschaft bei und 1921 dem Deutschen Künstlerbund. Sie unternahm Studienreisen nach London (1920), mit Alma del Banco 1922 nach Italien und im folgenden Jahr nach Frankreich mit Ida Schilling. 1926 verbrachte sie einige Zeit im Künstlerort Ascona.

### Freundschaft mit Bargheer
Die Freundschaft mit dem Maler Eduard Bargheer (1901–1979) ab 1927 war für sie sowohl in persönlicher als auch in künstlerischer Hinsicht bedeutsam. Es entstand ein lebenslanger kollegialer Austausch, der jedoch durch die Jahre der Emigration unterbrochen wurde. Bis etwa Mitte der 1930er Jahre unternahm sie mit Bargheer eine Reihe von Studienreisen nach Holland, Belgien, England, Italien und Paris sowie nach Dänemark.
Durch Wohlwills Fürsprache wurde Bargheer 1928 in die Hamburgische Sezession aufgenommen. Im selben Jahr zog sie mit ihrer Schwester, der Musiklehrerin und Pianistin Sophie Wohlwill, zusammen in eine Wohnung (Flemingstraße 3). Ihr Atelier in der Magdalenenstraße 12 entwickelte sich in den zwanziger Jahren zum Treffpunkt der Sezessionskünstler und anderer Künstlerfreunde.

### Berufliche Erfolge
In den zwanziger und frühen dreißiger Jahren waren Werke Wohlwills in zahlreichen Ausstellungen vertreten. 1932 bekam sie ihre erste Einzelausstellung im Hamburger Kunstverein. 1931 hatte sie von Oberbaudirektor Fritz Schumacher den Auftrag für ein Wandgemälde in ihrer Schule erhalten. Gute Kritiken in der Presse erleichterten ihr die Akquirierung von Auftragsporträts. Sie hatte sich mittlerweile einen Namen gemacht und war eine bekannte Hamburger Künstlerin geworden.

### Künstlerische Entwicklung
In ihrer freien Arbeit experimentierte Wohlwill mit Stilinnovationen der künstlerischen Avantgarde vor allem im Bereich des Stilllebens und malte zahlreiche Landschaften, die geprägt sind von der Gegenüberstellung kubischer Häuserformen und üppig wuchernder Natur. Ihre harmonische Farbkomposition orientierte sich an Henri Matisse und Paul Cézanne, wobei die Palette eher gedämpfte Töne aufwies. Während noch Anfang der zwanziger Jahre ihr Stil geprägt war von kubisch-expressiven Formen wandte sie sich später der Neuen Sachlichkeit zu. 1930 arbeitete sie im neu entwickelten Stil der Hamburgischen Sezession, einer flächig angelegten Malweise mit linearen Elementen.

### Persona non grata
Bereits in der Weimarer Republik war Wohlwill als moderne Künstlerin sowie als aus einer jüdischen Familie stammende Deutsche Anfeindungen in der nationalistischen Presse ausgesetzt gewesen. Als die NSDAP die Macht übernommen hatte, wurde sie am 25. April 1933 gezwungen, aus der Hamburgischen Künstlerschaft auszutreten. Im Sommer desselben Jahres entließ man sie aus dem Schuldienst. Die Künstlerin zog sich daraufhin in das damals noch dörfliche Hamburg-Finkenwerder zurück und erteilte Privatunterricht. Dort ließ sie sich ein Atelier im rechten Winkel als Anbau zum Atelier von Bargheer neben dessen Nesskate bauen. Sie zog sich ganz auf ihre Malerei zurück. 1936 schloss man sie zusätzlich aus der Reichskammer der Bildenden Künste aus und verbot ihr zu malen. Ary Bergen übermalte Wohlwills Wandbilder in der Emilie-Wüstenfeld-Schule mit Nazi-Motiven. Im selben Jahr unternahmen sie und Bargheer per Motorrad eine Reise nach Dänemark, außerdem reiste sie nach Lissabon, wo ihr Bruder Friedrich Wohlwill, vor der NS-Zeit Pathologe an der Universitätsklinik Eppendorf, und dessen Familie bereits im Exil lebten. 1938 reiste sie ebenfalls zu ihren Verwandten nach Portugal.

### Emigration und Exil
Nach langem Zögern und nachdem sie ihr erstes Ausreisevisum hatte verfallen lassen, emigrierte Gretchen Wohlwill am 15. März 1940 nach Portugal, um der Deportation in ein KZ zu entgehen. Dort lebte sie in spärlichsten Einkommensverhältnissen von Stoffmalerei, Taschennähen und deutschem Sprachunterricht. Die Nationalsozialisten hatten die 62-Jährige vor ihrer Ausreise all ihrer Rücklagen beraubt. Anfang 1941 wurde auch noch ihr Transportlift (eine Art Mini-Container) im Hamburger Hafen aufgebrochen und der Inhalt, darunter 120 Bilder, in Hamburg verkauft. Durch die materiellen Entbehrungen in Portugal und auch durch das Gefühl der Isolation wurde sie im Exil häufig von Krankheiten heimgesucht.
Die Kriegsjahre in Lissabon bezeichnete sie rückblickend als die schwerste Zeit ihres Lebens. Anfangs lebte sie mit im Hause ihres Bruders, was für die immer auf ihre Unabhängigkeit bedachte Künstlerin keine einfache Situation war. Später konnte sie eine eigene einfache Wohnung beziehen, jedoch nicht künstlerisch arbeiten. Erst nach 1945 kam Wohlwill wieder zum Malen, und es stellten sich künstlerische Erfolge und Anerkennung ein, wie etwa der portugiesische Kunstpreis „Prêmio Francisco da Holanda“ (1948 und 1952). Finanziell änderte dies für die Künstlerin jedoch wenig, nur durfte sie die Häuser ihrer Schüler nun durch den Vordereingang betreten statt den Dienstboteneingang benutzen zu müssen.
Auch wenn „Land, das Klima und die Stadt Lisboa“ ihr nach eigenen Angaben immer fremd geblieben waren, hatten die Jahre in Portugal Einfluss auf Wohlwills Farbpalette genommen. Das südliche Licht hellte ihre Farben auf, sie wurden leuchtend und bunt. Mit lebendigen, kraftvollen Motiven schilderte sie ihre portugiesische Umwelt.

### Rückkehr nach Hamburg
1952 kehrte Wohlwill mit 75 Jahren, teils aus materieller Not, teils aus Sehnsucht nach den alten Freunden, nach Hamburg zurück. Von den 64 während der NS-Zeit emigrierten Künstlern kamen außer ihr lediglich drei weitere in die Hansestadt zurück, nämlich Clara Blumfeld, Arie Goral und Arnold Fiedler. Die Aussicht auf eine Zukunft mit den wenigen Familienmitgliedern, die die Nazi-Barbarei überlebt hatten, die Nähe des alten Freundes Bargheer und eine bescheidene Lehrerinnen-Rente begünstigten für Wohlwill die Wiederannäherung an Hamburg. Die Kulturbehörde vermittelte ihr 1953 eine Wohnung in den neuen Grindel-Hochhäusern, und Wohlwill nahm die Freundschaft mit Willem Grimm und anderen früheren Sezessions-Kollegen wieder auf. Sie wurde auch wieder künstlerisch tätig. An eine Bekannte schrieb sie 1959: „Zur Unterbrechung des Malens zeichne ich jetzt einmal wöchentlich Akt, ein gutes Modell; ich genieße es sehr, habe es seit Jahren nicht getan.“
1959 ernannte sie der Berufsverband bildender Künstler in Hamburg zum Ehrenmitglied. Kurz vor Gretchen Wohlwills Tod malte ihre Kollegin Else Weber ein großformatiges Porträt von ihr, das die Künstlerin in ihrem Atelier zeigt, umgeben von Bildern. Das Porträt befindet sich in Privatbesitz. Gretchen Wohlwill starb am 17. Mai 1962 in Hamburg.

## Gedenkorte

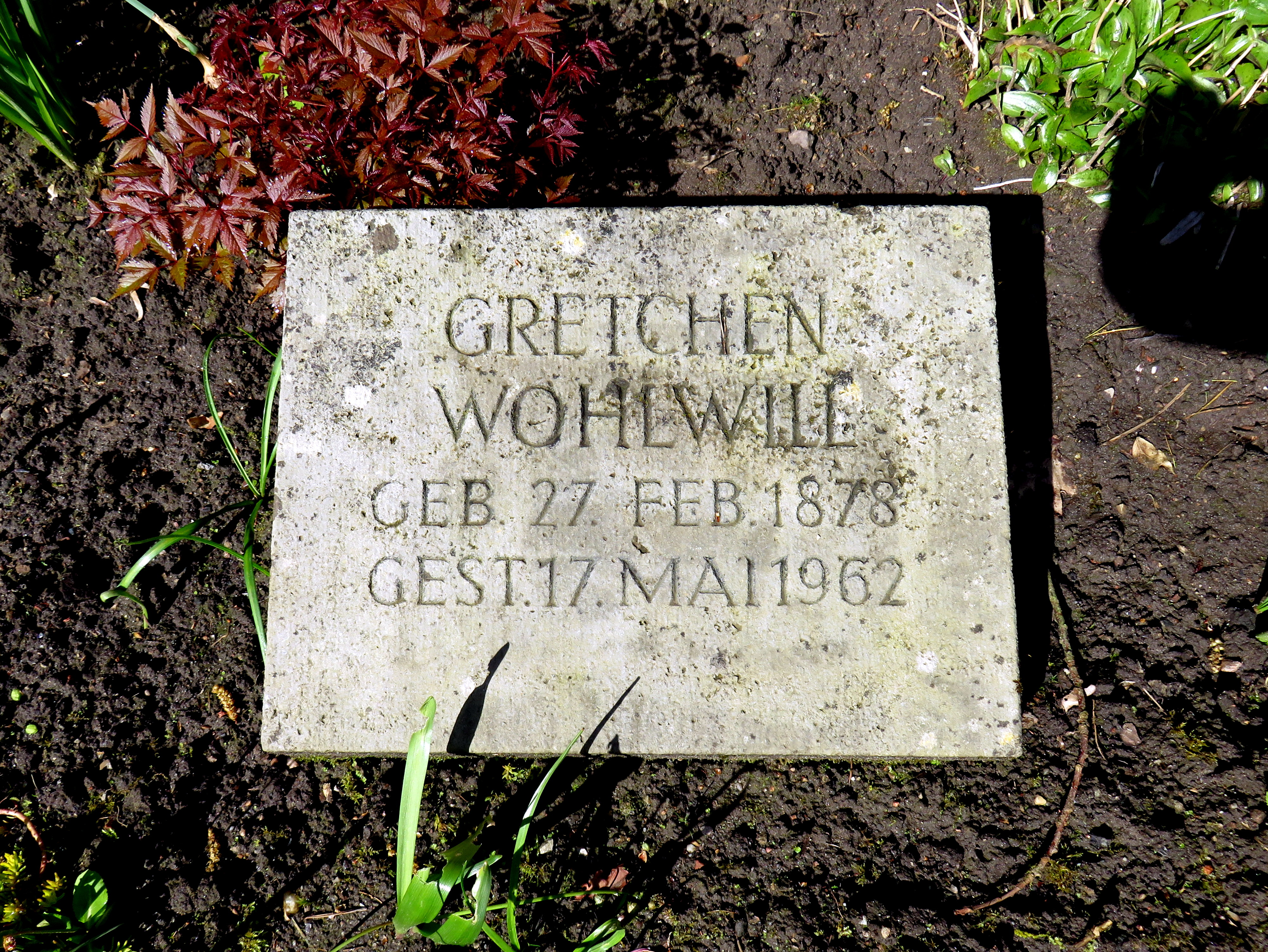
Gretchen Wohlwills Grabstein im Garten der Frauen auf dem Friedhof Ohlsdorf

Eine Gedenkplatte am Emilie-Wüstenfeld-Gymnasium in Hamburg (Eimsbüttel) erinnert an Gretchen Wohlwill, ihre Entlassung aus dem Schuldienst 1933, ihre gelungene Emigration und ihre Rückkehr nach Hamburg. Ebenfalls erinnert wird an ihre jüdische Kollegin Martha Behrend, die im Ghetto von Minsk ermordet wurde. Im Sinne einer Wiedergutmachung wurden im Jahr 1993 ihre im Treppenhaus der Schule übermalten Wandbilder wieder freigelegt.
Gretchen Wohlwills Grabstein liegt im Garten der Frauen auf dem Ohlsdorfer Friedhof in Hamburg.

## Werke in öffentlichen Sammlungen (Auswahl)
- Wirtshausgarten, Öl/Leinwand, 70 × 85 cm, Hamburger Kunsthalle
- Elblandschaft, Öl/Leinwand, 58 × 72,4 cm, Altonaer Museum, Hamburg
- Kaffeegarten an der Elbe, Öl auf Leinwand, 50,2 × 61 cm, Altonaer Museum, Hamburg
- Antiquitätenstillleben, Öl auf Leinwand, 64,3 × 74,5 cm, Hamburger Kunsthalle
- Herbstlicher Strauß, Öl auf Leinwand, 60,4 × 73,4 cm Hamburger Kunsthalle
- Fabrik in Finkenwerder, Öl/Leinwand, 64 × 74 cm, Museum für Hamburgische Geschichte
- Deicharbeiten in Finkenwerder, o. A., Altonaer Museum, Hamburg
- Grabende Männer in Finkenwerder an der Elbe (Landgewinnung), 1937/1938, Öl auf Leinwand (Fragment), Altonaer Museum, Hamburg
- Die Kartenspieler, Öl auf Leinwand, 70 × 90 cm, Slg. Hamburger Sparkasse, Dauerleihgabe im Museum für Kunst und Gewerbe, Hamburg
- Ilfracombe, Öl/Leinwand, 60 × 70 cm, Schleswig-Holsteinisches Landesmuseum, Schloss Gottorf

## Ausstellungen (Auswahl)
- 1932: Sonderausstellung im Kunstverein Hamburg
- 1933: 12. Ausstellung der Hamburgischen Sezession im Kunstverein Hamburg
- 1937: Ausstellung im Jüdischen Kulturbund Hamburg
- 1956: Ausstellung in der Hamburger Kunsthalle
- 1962: Gedächtnisausstellung im Museum für Völkerkunde Hamburg
- 1989: Jüdische Künstler der Hamburgischen Secession, in Bonn und Hamburg (Altonaer Museum)
- 1995: Drei Malerinnen der Hamburgischen Sezession. Alma del Banco, Anita Rée, Gretchen Wohlwill. B.A.T.-Kunstfoyer, Hamburg
- 2002: Die große Inspiration, Teil II, Kunstmuseum Ahlen/Westf.
- 2006: Künstlerinnen der Avantgarde in Hamburg zwischen 1890 und 1933. Hamburger Kunsthalle
- 2007: Geflohen aus Deutschland. Hamburger Künstler im Exil. 1933–1945. Museum für Hamburgische Geschichte, Hamburg
- 2009: Kunstausstellung Gretchen Wohlwill, 30. August bis 3. Oktober, Gemeindehaus der Blankeneser Kirche am Markt, Hamburg[6]
- 2016/2017: Eigensinn. GEDOK-Künstlerinnen in der Hamburgischen Sezession, Museum für Kunst und Gewerbe Hamburg, 21. Oktober 2016 bis 1. Oktober 2017
- 2022: Hamburger Sezessionisten. Salongalerie "Die Möwe", Berlin